# Divergence d'un tenseur
La divergence d'un tenseur est le tenseur obtenu en contractant un des indices de la dérivée covariante avec l'indice de dérivation. Pour une présentation plus générale de l'opérateur de divergence, on se réfèrera à l'article divergence (analyse vectorielle).

## Divergence d'un champ de vecteurs
On se place dans une variété pseudo-riemannienne M et on note {\displaystyle \nabla } la connexion de Levi-Civita. Pour un champ vectoriel {\displaystyle \mathbf {V} }, la dérivée covariante {\displaystyle \nabla _{\cdot }V} définit un champ d'applications linéaires ; on appelle divergence de V la trace de ce champ, c'est un champ scalaire. Dans une carte quelconque, la valeur de ce champ est :
Mettant à profit la formule de contraction
on a
Cette formule permet, une fois établi le tenseur métrique, de calculer facilement la divergence dans un système de coordonnées quelconque.

### En coordonnées sphériques
En coordonnées sphériques,
la racine carrée du déterminant du tenseur métrique vaut {\displaystyle r^{2}\sin \theta } et la
divergence d'un champ de vecteurs s'écrit
Dans la base naturelle, on a
et donc dans la base orthonormée {\displaystyle \left(\mathbf {e} _{r},{\frac {\mathbf {e} _{\theta }}{r}},{\frac {\mathbf {e} _{\phi }}{r\sin \theta }}\right)} :

### En coordonnées cylindriques
En coordonnées cylindriques, la racine carrée du déterminant du tenseur métrique vaut {\displaystyle r} et la divergence d'un champ de vecteurs s'écrit
Dans la base naturelle, on a
et donc dans la base orthonormée {\displaystyle \left(\mathbf {e} _{r},{\tfrac {\mathbf {e} _{\phi }}{r}},\mathbf {e} _{z}\right)} :

## Divergence d'un tenseur d'ordre 2
Suivant le même chemin que pour la divergence d'un champ de vecteurs, on écrit

## Divergence d'un tenseur antisymétrique d'ordre 2
Dans le cas d'un tenseur antisymétrique, on a
En effet, le terme {\displaystyle \Gamma _{lm}^{i}a^{lm}} est nul puisque

## Remarques
En écriture quadridimensionnelle, les équations de Maxwell mettent en jeu la divergence du tenseur de champ électromagnétique et de son dual, qui sont des tenseurs antisymétriques d'ordre 2.